# Gruissan
Gruissan é uma comuna francesa na região administrativa de Occitânia, no departamento de Aude. Estende-se por uma área de 43,65 km². Em 2010 a comuna tinha 5 123 habitantes (densidade: 117,4 hab./km²).